# Rijnstraat (Arnhem)
De Rijnstraat is een (winkel)straat in het centrum van Arnhem. De Rijnstraat is onderdeel van de lange winkelstraat die loopt van de Velperbinnensingel tot het Nieuwe Plein, en wordt begrensd door het Ketelstraat en het Nieuwe Plein. Aan de zijde van het Nieuwe Plein stond tot 1827 de Rijnpoort.
Aan de straat zijn enkele rijksmonumenten gelegen, zoals het Sint Petersgasthuis en De Drie Haringen. Vele andere bouwwerken zijn door de gemeente Arnhem aangewezen tot gemeentelijk monument. Tevens aan de zijde van het Nieuwe Plein zijn onder de panden oude kelders gesitueerd, daterend uit de periode 13e tot 15e eeuw.

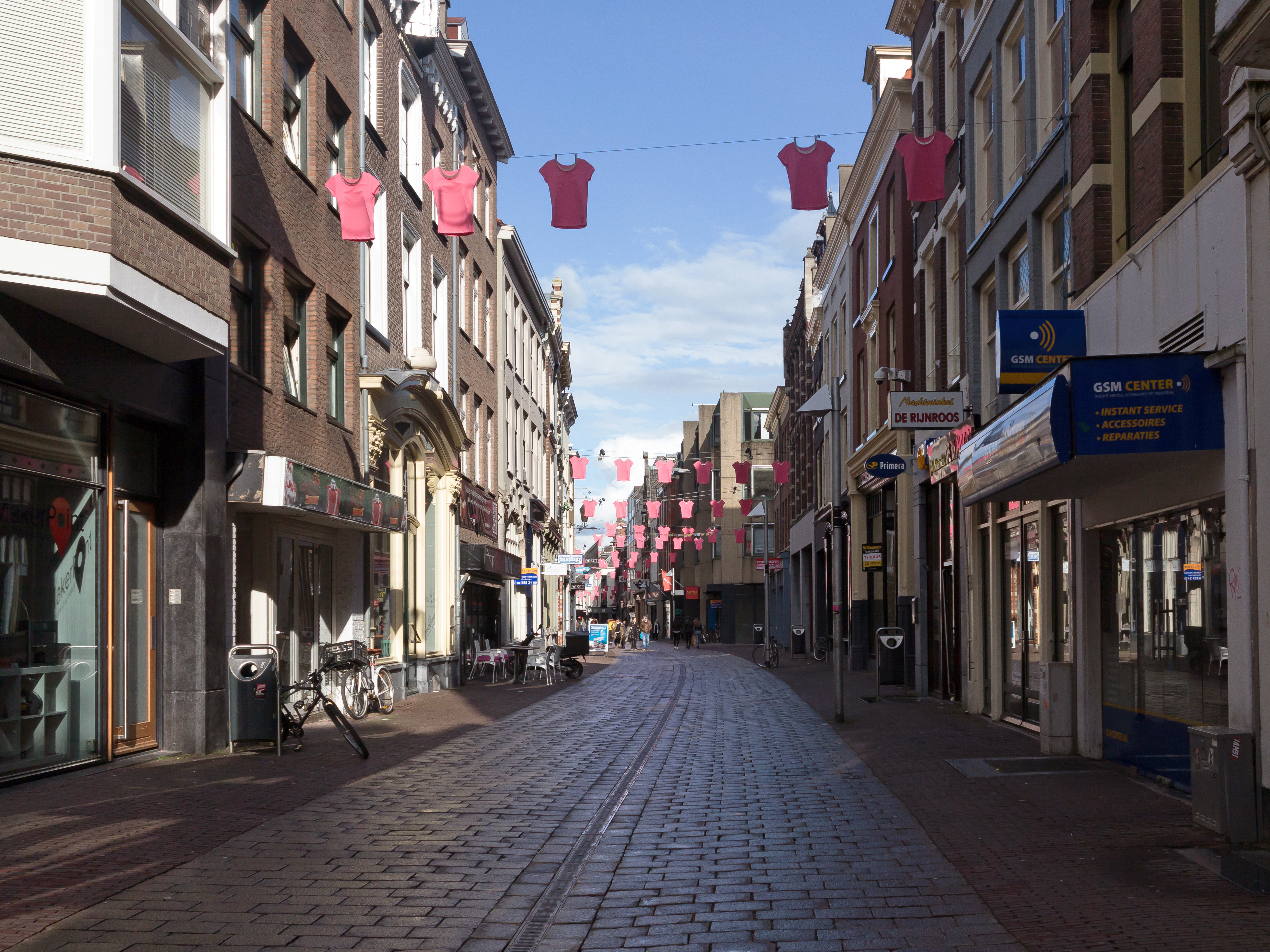
Rijnstraat voor de Giro d'Italia